# Louis-Philippe Loncke
Louis-Philippe Loncke (Mouscron, 3 de março de 1977), é um explorador, aventureiro e conferencista motivacional belga. Em 2008, ele realiza mundialmente uma primeira travessia a pé pela extensão do deserto de Simpson, passando pelo seu centro geográfico.

## Biografia e formação
Louis-Philippe nasceu em Mouscron na Bélgica, de uma família fabricante de móveis. Ele fez seus estudos de engenharia na ECAM em Bruxelas, uma especialização em gestão industrial na KULeuven e administração do tesouro nacional na escola de administração da universidade de Antuérpia.

## Carreira

### Consultor em administração[2]
Ele começa a sua carreira na logística. Desde 1999, ele trabalhou em mais de dez empresas internacionais ocupando diversas funções. Ele vem trabalhando como consultor em administração desde 2007 principalmente em TIs. As aptidões que ele adquiriu no mundo empresarial lhe permitiram de planificar eficazmente suas expedições. Ele é autodidata em fotografia, SEO, marketing e comunicação. Desde 2006, ele presta serviços beneficentes em uma associação chamada Art in All of us - onde voltou a ser membro da diretoria em 2010.

### Aventureiro e explorador
Louis-Philippe começa a viajar sozinho em 2000. Em 2002, ele é enviado em uma missão a Singapura onde recebe a formação de mergulho autônomo no mar. Para saciar a sua paixão, ele viaja um ano à Oceania entre 2004 e 2005. Ele começa a jornada e por isso se torna curioso em relação às viagens de aventureiros e exploradores; ele se interessa pela exploração depois de ter se inspirado no filme mundialmente premiado, Alone across Australia. No seu retorno à Bélgica, ele reencontra o ator e aventureiro francês Sylvain Tesson que lhe encoraja a continuar. Louis-Philippe parte novamente em 2006 rumo à Austrália para realizar suas três primeiras expedições.
A primeira travessia da parte selvagem da Tasmânia sozinho e independente é, sem dúvida, a mais perigosa das três, esta expedição lhe traz os primeiros patrocinadores e o reconhecimento entre os exploradores australianos. Depois de ter passado um ano na Austrália, ele volta a seu país natal e começa a preparar uma série de expedições mundiais, a primeira delas sendo uma tentativa de travesia do deserto de Simpson na sua mais longa distância.
Ele organiza expedições beneficentes implicando a criação de buzz na mídia incluindo a organização da mais alta degustação de chocolate do Evereste. Em julho de 2010, ele realiza un trekking através da Islândia entre as latitudes extremas Norte e Sul. Ele parodiou um vídeo de promoção sobre a Islândia que se tornou popular na Internet. Ele anuncia o seu retorno à Islândia para uma tentativa invernal do trajeto. Suas expedições em Simpson e na Islância seguem um programa científico da MSH Paris chamado Estresse e tomada de decisão em ambientes hostis.

## Expedições

### Primeiras expedições mundiais
- 2006 - Travessia do Parque Nacional MacDonnell Ouest completamente sozinho[7]
- 2006 - Travessia da ilha Fraser também sozinho
- 2007 - Travessia da parte selvagem da Tasmânia sem provisões.
- 2008 - Travessia do deserto de Simpson, sozinho, do Norte ao Sul passando pelo seu centro geográfico.[8][9]
- 2010 - Travessia da Islândia, completamente só, entre latitudes extremas no verão[10][11]
- 2012 : Travessia da Polônia mediante forças próprias desde o monte Rysy, através de Tatras, a pé, até o mar  Báltico, em caiaque pela rio Vístula.[12][13][14] Apresentou essa travessia en TEDxWarsaw 2013.[15]
- 2013 - Com o peruano Gadiel Sánchez Rivera, completou o perímetro inteiro da costa do lago Titicaca em caiaque.[16][17][18][19]
- 2013 - Travessia sem suporte externo no Salar de Coipasa e Uyuni a pé.

### Expedições culturais e beneficentes
- 2009 - Expedição Chocolate Sherpa em direção ao campo principal do Everest[20]
- 2011 - BelgiKayak, um tour pela Bélgica de caiaque por seus canais.[21][22]

### Expedições cientificas e outras
- 2013 - Expedição Cordell para Ilha Clipperton. Cientifica e DXpedição com indicativo TX5K.[23][24][25]

## Prêmios e distinções honorárias

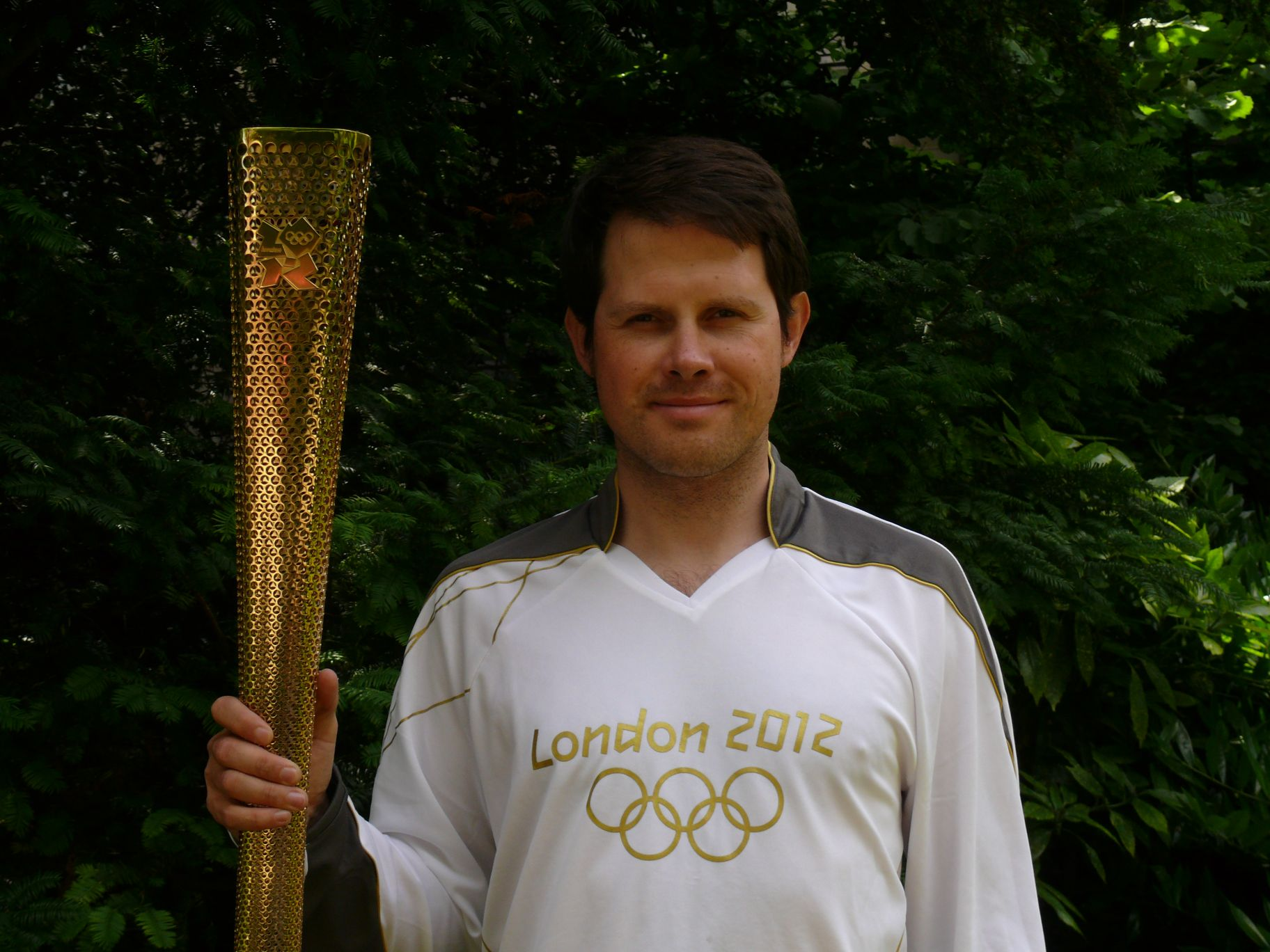
Louis-Philippe Loncke carregando a tocha olímpica

- Em 2009, ele recebe o prêmio de jovem talento do ano, Baillis de Mouscron.[26]
- A revista australiana Outer Edge publica, na edição de fevereiro-março de 2011, sua travessia do deserto de Simpson no top 10 das expedições australianas até o limite da razão.[27]
- Ele foi admitido no Explorers Club of New-York em 2010.[28]
- Ele torna-se Fellow da Royal Geographical Society em 2011. .
- Em setembro de 2011, o Jane Goodall Institute da Bélgica  lhe escolheu como embaixador do programa Roots and Shoots.[29]
- Ele foi selecionado pelo LOCOG para levar a tocha olímpica através do Choppington em 15 de Junho de 2012.[30]